# 常南電気鉄道
常南電気鉄道（じょうなんでんきてつどう）は、かつて茨城県新治郡土浦町（現・土浦市）の土浦駅と同県稲敷郡阿見村（現・阿見町）の阿見駅の間を結んでいた路面電車路線、およびその運営会社である。

## 路線概要
廃線当時
- 路線距離：土浦駅前 - 阿見間4.6km
  - 鉄道線：土浦駅前 - 根崎（後の桜川）間0.5km
  - 軌道線：根崎 - 阿見間4.1km
- 軌間：1067mm
- 電化方式：直流600V
  - 土浦変電所、回転変流機（交流側445V直流側600V）直流側の出力200kW、常用1予備1製造者明電舎[1]
- 複線区間：なし（全線単線）

## 運行概要
1934年12月1日改正時
- 運行本数：5時台から23時台まで約20分間隔
- 所要時間：全線18分

## 歴史

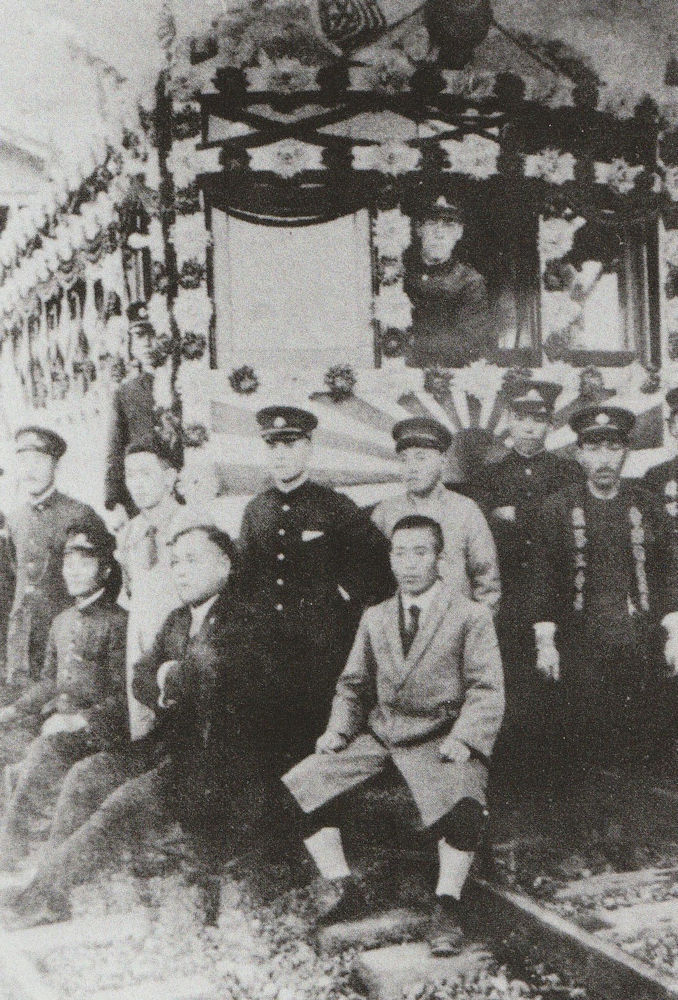
常南電気鉄道

阿見村の霞ヶ浦海軍航空隊の人員輸送を行うため1926年（大正15年）に建設された路線であった。元々は土浦駅から同航空隊霞ヶ浦飛行場を経て荒川沖駅へ至る計画で、さらには土浦駅 - 水海道駅間の谷田部線も計画されていたが、予算の都合で土浦駅前 - 阿見駅間の阿見線のみが建設された。
しかし、既に1923年（大正12年）から並行してバスが運行されており、乗客も減少したことや地元の銀行の支援が得られなくなったことから、1938年（昭和13年）に開業11年で廃線となり会社はバス専業となり、社名も常南バスと改称した。ところが廃線後から航空隊が拡大されると利用客が激増するようになり積み残しもでるありさまで、1944年に鹿島参宮鉄道と合併する頃にはバス20台を所有するようになっていた。
谷田部線については用地は一部確保されていて、つくば市谷田部地区には着工された区間があり、未成線として見ることができる。谷田川をはさんで前後の区間にそれらしき用地だった道路があり、着工時にはなかったが、のちになって 谷田川に橋を架けることになり「電鉄橋」と命名されている。
廃止後、車両は峡西電気鉄道（のちの山梨交通電車線）および秋保電気鉄道に譲渡された。
- 1921年（大正10年）9月15日 - 阿見電気軌道に対し軌道特許状下付（新治郡土浦町-稲敷郡朝日村間）[4]
- 1923年（大正12年）3月5日 - 阿見電気軌道に対し鉄道免許状下付（新治郡土浦町-結城郡水海道町間）[5]
- 1923年（大正12年）8月30日 - 常南電気鉄道に名称変更（届出）[6]
- 1924年（大正13年）6月13日 - 起業目論見変更認可（1923年3月5日免許 新治郡土浦町-筑波郡谷田部町間）[7]
- 1926年（大正15年）10月9日 根崎（後の桜川） - 阿見間が軌道法による軌道として開業
- 1928年（昭和3年）3月22日 - 土浦駅前 - 根崎間が地方鉄道法による鉄道線として開業[8]
- 1928年（昭和3年）3月27日 - 軌道特許状下付（稲敷郡阿見村地内）[9]
- 1929年（昭和4年）8月19日 - 23日 飛行船「ツェッペリン伯号」の霞ヶ浦基地寄航のため、臨時電車増発
- 1937年（昭和12年）5月4日 - 免許取消（1923年3月5日免許 新治郡土浦町根崎-筑波郡谷田部町間 指定ノ期限マテニ工事竣工セサルタメ）[10]
- 1937年（昭和12年）12月27日 - 起業廃止（許可）（1928年3月27日特許阿見村地内）[11]
- 1938年（昭和13年）3月1日 - 全線廃止[12]
- 1944年（昭和19年）7月22日 - 常南バス（営業キロ29キロ）が鹿島参宮鉄道に合併される[13]

## 停留場
土浦駅前 - 桜川（旧・根崎） - 小松 - 大岩田 - 柿ノ木橋 - 青宿 - 阿見

## 接続路線
- 土浦駅前：国鉄常磐線・筑波鉄道線（土浦駅）

## 輸送・収支実績
| 年度 | 乗客（人） | 営業収入（円） | 営業費（円） | 益金（円） | その他益金（円） | その他損金（円）     | 支払利子（円） |
| ---- | ---------- | -------------- | ------------ | ---------- | ---------------- | -------------------- | -------------- |
| 1926 | 71,719     | 6,779          | 4,270        | 2,509      |                  |                      |                |
| 1927 | 415,186    | 36,208         | 44,481       | ▲ 8,273    |                  |                      | 1,626          |
| 1928 | 370,469    | 59,849         | 36,598       | 23,251     |                  | 雑損16,008           | 13,421         |
| 1929 | 356,608    | 42,414         | 34,614       | 7,800      | 3,139            |                      | 22,052         |
| 1930 | 246,267    | 35,711         | 31,687       | 4,024      | 自動車3,699      |                      | 19,363         |
| 1931 | 252,805    | 30,312         | 23,192       | 7,120      | 自動車398        |                      | 19,295         |
| 1932 | 218,082    | 20,699         | 19,553       | 1,146      |                  | 雑損自動車216        | 13,906         |
| 1933 | 216,207    | 27,777         | 17,969       | 9,808      |                  | 雑損5,307自動車1,134 | 11,989         |
| 1934 | 203,780    | 20,563         | 18,309       | 2,254      |                  | 自動車1,871          | 9,591          |
| 1935 | 233,412    | 27,177         | 19,605       | 7,572      |                  | 自動車5,209          | 5,312          |
| 1936 | 230,239    | 23,026         | 18,461       | 4,565      |                  | 自動車3,499          | 3,152          |
| 1937 | 220,012    | 22,355         | 18,269       | 4,086      |                  | 地方鉄道自動車4,216  | 1,082          |

- 鉄道統計資料、鉄道統計各年度版

## 車両
開業時に蒲田車両で製作された木製単車（定員44人）。電動車1-5と付随車6・7。廃線後電動車5両が峡西電気鉄道に売却され、そのうち1両が秋保電鉄に再譲渡されている。